# I Should Coco
I Should Coco é o álbum de estreia da banda britânica de rock Supergrass, lançado em maio de 1995 pela Parlophone e com produção musical de Sam Williams.
Lançado em pleno auge do britpop, foi o maior sucesso comercial de toda a carreira da banda: Alcançou o primeiro lugar nas paradas de álbuns do Reino Unido e vendeu mais de 500 mil cópias apenas neste país. O maior sucesso do projeto foi o single "Alright", que chegou a ser certificado com disco de platina.

## Faixas
1. "I'd Like To Know" – 4:02
2. "Caught By The Fuzz" – 2:16
3. "Mansize Rooster" – 2:34
4. "Alright" – 3:01
5. "Lose It" – 2:37
6. "Lenny" – 2:42
7. "Strange Ones" – 4:19
8. "Sitting Up Straight" – 2:20
9. "She's So Loose" – 2:59
10. "We're Not Supposed To" – 2:04
11. "Time" – 3:10
12. "Sofa (Of My Lethargy)" – 6:18
13. "Time To Go" – 1:56